# Short Range Devices
Short Range Devices (SRD acrònim anglès que vol dir dispositius de curt abast) descriu els dispositius transmissors d'energia de radiofreqüència a través d'una antena, que tenen un nivell de potència radiada prou petit perquè l'abast detectable és molt reduït (fins a poques desenes de metres). D'aquesta manera poden produir poca interferència RF a d'altres equips.
Els dispositius SRD tenen una potència radiada aparent limitada a 25-100 mW depenent de la banda de freqüència de treball.
A Europa, la normativa elèctrica que aplica a aquests dispositius és la EN 301 489-3
Les aplicacions són de control via ràdio de dispositius diversos, lectura de comptadors, automatismes per a l'obertura de portes de garatge, sistemes d'alarma, i actualment en la internet de les coses.

## Bandes de freqüència
En la banda lliure de llicència dels 868 MHz:
| Banda de freqüència | Cicle de treball            | Espaiat de canal | ERP    |
| ------------------- | --------------------------- | ---------------- | ------ |
| 863.0 – 865.0 MHz   | 100% (àudio sense fils)     |                  | 10 mW  |
| 863.0 – 865.6 MHz   | 0.1% or LBT+AFA             |                  | 25 mW  |
| 865.0 – 868.0 MHz   | 1% or LBT+AFA               |                  | 25 mW  |
| 868.0 – 868.6 MHz   | 1% or LBT+AFA               |                  | 25 mW  |
| 868.6 – 868.7 MHz   | 1% (alarmes)                | 25 kHz           | 10 mW  |
| 868.7 – 869.2 MHz   | 0.1% or LBT+AFA             |                  | 25 mW  |
| 869.2 – 869.25 MHz  | 0.1% (alarmes)              | 25 kHz           | 10 mW  |
| 869.25 – 869.3 MHz  | 0.1% (alarmes)              | 25 kHz           | 10 mW  |
| 869.3 – 869.4 MHz   | 1% (alarmes)                | 25 kHz           | 10 mW  |
| 869.4 – 869.65 MHz  | 10% or LBT+AFA              | 25 kHz           | 500 mW |
| 869.65 – 869.7 MHz  | 10% (alarmes)               | 25 kHz           | 25 mW  |
| 869.7 – 870.0 MHz   | 100% (comunicacions de veu) |                  | 5 mW   |
| 869.7 – 870.0 MHz   | 1% or LBT+AFA               |                  | 25 mW  |